# Хоружа Наталія Олександрівна
Ната́лія Олекса́ндрівна Хоружа (9 червня 1972, м. Першотравенськ, Дніпропетровська область, Українська РСР — 2 лютого 2017, смт Луганське, Донецька область, Україна) — молодший сержант Збройних сил України, учасник російсько-української війни, санінструктор 54-ї окремої механізованої бригади.

## Життєпис
Народилася 1972 року в місті Першотравенськ Дніпропетровської області. Після закінчення середньої школи вступила до медичного училища у м. Дніпро, яке закінчила 1990 року за спеціальністю «медична сестра».
Працювала медсестрою в селі Зелений Гай на Дніпропетровщині, згодом вийшла заміж та переїхала до чоловіка в смт Просяна Покровського району, продовжила роботу за фахом в районній поліклініці.
30 серпня 2016 Покровським райвійськкоматом прийнята на військову службу за контрактом як доброволець. З осені 2015 брала участь в антитерористичній операції на сході України. Два місяці працювала у медпункті, після чого сама захотіла поїхати на передову санінструктором роти. Служила санітарним інструктором 1-ї роти 1-го механізованого батальйону 54-ї окремої механізованої бригади, в/ч пп В2970, м. Бахмут. Надавала допомогу при пораненнях, витягувала бійців з-під обстрілів, лікувала хворих. Поєднувала на передовій роботу медичного працівника та психолога, — бійці часто приходили за порадою, або просто поговорити.
2 лютого 2017 виїхала на санітарній машині за трьома пораненими під час мінометного обстрілу, в район селища Луганське на Світлодарській дузі. Надавши першу медичну допомогу, відправила двох бійців до шпиталю, а третього відвела на опорний пункт. За ними приїхала інша санітарна машина, і коли Наталія вже сіла, автомобіль був прицільно обстріляний терористами з ПТРК. В результаті влучення протитанкової керованої ракети в санітарну машину санінструктор Хоружа загинула, поранений боєць дістав контузію, водій зазнав тяжкого поранення.
Похована на кладовищі смт Просяна. По смерті залишилися батьки, сестра, чоловік Сергій та 22-річна донька Оксана.

## Нагороди
Указом Президента України № 28/2017 від 8 лютого 2017 року «за особисту мужність і самовідданість, виявлені у захисті державного суверенітету та територіальної цілісності України, вірність військовій присязі» нагороджена орденом «За мужність» III ступеня (посмертно).
- У Львові на алеї героїнь у парку Богдана Хмельницького висаджено дерево в її памʼять.